# Dicranomyia morioides
Dicranomyia morioides är en tvåvingeart som beskrevs av Osten Sacken 1860. Dicranomyia morioides ingår i släktet Dicranomyia och familjen småharkrankar. Inga underarter finns listade i Catalogue of Life.